# Arenarie di Monte Gabba
Le Arenarie di Monte Gabba (AMG) sono una formazione geologica nei pressi di Gaggio Montano, in provincia di Bologna, ed un sintema stratigrafico dell'Emilia-Romagna. 

## Caratteristiche
Sono composte da arenarie litiche da medie a grossolane fino a conglomerati in strati da medi a molto spessi di color grigio. I clasti sono costituiti in prevalenza da metamorfiti, vulcaniti scure, graniti e da carbonati. Hanno una potenza massima di 150m.

## Formazione
La posizione stratigrafica delle Arenarie di Monte Gabba è sconosciuta: l'affioramento presente nella zona (a nord dell'abitato di Gabba), è in contato tettonico sia con le sottostanti Argille a Palombini sia con la sovrastante Formazione di Monte Venere.
Sono state attribuite da Heymann nel 1968 al Turoniano (tra 93,6±0,8 e 88,6 milioni di anni fa).